# KAB-500Ł
KAB-500L – rosyjska naprowadzana laserem bomba lotnicza serii KAB 500 ogólnego przeznaczenia (КАБ-500Л od ros. Корректируемая авиационная бомба – kierowana bomba lotnicza) zbudowana na podstawie bomby FAB 500.

## Historia
KAB-500L została zaprojektowana dla lotnictwa radzieckiego jako naprowadzana laserowo bomba burząca i wprowadzona na uzbrojenie w 1975 roku. Głowica naprowadzająca typu 27N zawiera sensory CIS (Contact Image Sensors) i korelacyjny system przetwarzania danych o celu.
KAB-500L jest podobna do amerykańskiego systemu Paveway. Głowicę bojową stanowi  bomba ogólnego przeznaczenia FAB-500 o masie nominalnej 500 kg, wyposażona w półaktywną  laserową głowicę naprowadzającą i powierzchnie sterowe do korygowania jej lotu. Cel musi być oświetlony zewnętrznym znacznikiem laserowym typu Kljon, Kajra lub Szkwał.
Głowica bomby zawierająca 450 kg materiału wybuchowego ma za zadanie niszczenie falą uderzeniową celów z dokładnością do 7 metrów. Przeznaczona jest do niszczenia punktów ogniowych nieprzyjaciela i obiektów ukrytych w trudnym terenie, np. w górach. Masowo używana w Czeczenii, gdzie była zrzucana z samolotów Su-24 i MiG-27.
Zrzut bomby można przeprowadzać z pułapu od 500 do 5000 metrów przy prędkościach od 550 do 1100 km/h. Po namierzeniu celu i zrzuceniu bomby dalsze jej naprowadzanie jest automatyczne (zrzuć i zapomnij).